# إدواردو سانغوينيتي
إدواردو سانغوينيتي (بالإيطالية: Edoardo Sanguineti)‏ شاعر وروائي وكاتب مسرحي ومترجم وسياسي إيطالي، أستاذ الأدب الإيطالي في جامعة جنوة.

## سيرته
ولد في جنوة في 9 ديسمبر 1930، وكان الولد الوحيد لوالديه. عندما كان في الرابعة من عمره انتقلت عائلته إلى تورينو حيث كان أبوه يشارك في تشغيل شركة طباعة. كان يحب أن يتعلم الرقص، ولكن الأطباء اكتشفوا عنده مرضاً قلبياً خطيراً فمنعوه من الجهد البدني. عندما صار مراهقاً تبين أن التشخيص كان خاطئاً مما ترك في نفسه عدم الثقة بأصحاب العلم والحكمة.
درس الأدب الإيطالي في جامعة تورينو وتخرج منها في سنة 1956، وكان موضوع رسالة التخرج عن دانتي أليغييري. وقد تأثر بالماركسية والتحليل النفسي.
بدأ تدريس الأدب الإيطالي في مدرسة الراهبات الدومينيكان في نهاية خمسينات القرن العشرين. في سنة 1968 بدأ التدريس في جامعة ساليرنو، ومن 1974 حتى 2000 كان أستاذا في جامعة جنوة، يترأس قسم الآداب فيها.
كان عضواً في مجلس مدينة جنوة بين 1976 و1979، ونائباً مستقلاً في مجلس النواب من 1979 حتى 1983، مع أنه ترشح على قائمة الحزب الشيوعي الإيطالي.

## أعماله
برز كأحد أعضاء الطليعية الإيطالية عندما شارك في إنشاء Gruppo 63 مع مجموعة من المثقفين الشباب الآخرين، بينهم أومبرتو إكو وجورجو مانغانيلي [الإنجليزية] في نهاية خمسينات القرن العشرين.
كتب قصيدته الأولى، Laborintus، في بداية الخمسينات ونشرها في سنة 1954 يجرب فيها تفكيك اللغة، ولم تحظ هذه القصيدة باهتمام وقتها بسبب غموضها، ولكن بعد عشرة سنوات صارت تعتبر من النصوص الأساسية للأدب الجديد بعد ظهور تجارب مماثلة في الموسيقا والفن.
نشر روايتين تجريبيتين هما «Capriccio italiano» («نزوة إيطالية»، 1963) و«Il Giuoco dell'Oca» («لعبة الوزة»، 1967)، كما ترجم شعر شكسبير وموليير وبرتولت بريشت وجيمس جويس.
حصل إدواردو سانغوينيتي على عدد من الجوائز الأدبية، بينها جائزة كامبييلو على مجمل أعماله وجائزة الإكليل الذهبي.

## روابط خارجية
- إدواردو سانغوينيتي على موقع IMDb (الإنجليزية)
- إدواردو سانغوينيتي على موقع ميوزك برينز (الإنجليزية)
- إدواردو سانغوينيتي على موقع ميوزك برينز (الإنجليزية)
- إدواردو سانغوينيتي على موقع ديسكوغز (الإنجليزية)